# Знай свого клієнта
Знай свого клієнта (англ. know your customer, скорочено KYC) — термін банківського та біржового регулювання для фінансових інститутів і букмекерських контор, а також інших компаній, які працюють з грошима приватних осіб, що означає, що вони повинні ідентифікувати та встановити особу контрагента, перш ніж проводити фінансову операцію.

Ця вимога поширюється на отримання розумно повних відомостей про контрагентів-юридичних осіб, характер їхнього бізнесу та окремих господарських операцій, для забезпечення яких проводиться фінансова операція.
Вважається, що така практика перешкоджає відмиванню грошей, фінансуванню тероризму та ухиленню від сплати податків.
Нині вимоги та стандарти, спрямовані на реалізацію цього принципу, встановлюються на рівні національного законодавства, нормативних документів банківських регуляторів і міжнародних організацій, таких як FATF.

## Правова база
Сучасні світові тенденції змусили європейське співтовариство застосовувати заходи щодо протидії поширенню тероризму та щодо протидії нелегальним фінансовим операціям. Для цього в 1990 році була прийнята Перша Директива про запобігання використання фінансової системи для цілей відмивання грошей або фінансування тероризму (1AMLD — Anti-Money Laundering Directive).
Сучасна діяльність з ідентифікації осіб або компаній під час проведення фінансових операцій базується на таких основних законодавчих актах:
- Директива ЕС 2015/849 про запобігання використання фінансової системи для відмивання грошей або фінансування тероризму (4-та Директива щодо боротьби з відмиванням грошей — AMLD IV[1]);
- Регламент ЄС 2015/847 щодо інформації про платника, який супроводжує переказ коштів[2];
- Директива ЄС 2018/843 (5-та Директива щодо боротьби з відмиванням грошей — 5 AMLD)[3];
- Директива ЄС 2018/1673 (6-та Директива щодо боротьби з відмиванням грошей — AMLD 6)[4].

## Практична складова
Зміна вимог до фінансових операцій та потреба у дотримуванні законодавства з протидії відмиванню коштів призвела до появи цілої системи ідентифікації контрагента.
До неї входять:
- ідентифікація особи, перевірка на наявність у санкційних списках, приналежність до третіх країн із високим ступенем ризику (згідно зі списком FATF), визначення політично значимих осіб (англ. politically exposed persons — PEP) та інші заходи, що безпосередньо відносяться до KYC;
- KYCC або знай клієнта свого клієнта. Процес KYCC є похідним від стандартного процесу KYC, який був викликаний зростаючим ризиком шахрайства, що виходить від осіб або компаній-шахраїв, які могли б ховатися в ділових відносинах другого рівня;
- заходи процесу «Знай свій бізнес» (KYB). KYB — це набір практик для перевірки бізнесу. Він містить перевірку облікових даних, місця розташування, UBO (кінцевих бенефіціарних власників) цього бізнесу і т. д.;
- електронні засоби знання вашого клієнта (eKYC). Вони передбачають використання Інтернету або цифрових засобів [Архівовано 24 травня 2021 у Wayback Machine.] для розв'язання задач попередніх процесів у системі (KYC, KYCC, KYB): перевірку особи, наявність глобальних санкцій, необхідність використання стандартної перевірки EDD (Enhanced Due Diligence), дозволяють забезпечити точну перевірку для небажаних ЗМІ, верифікацію документів, верифікацію відео, оптичне розпізнавання символів тощо.